# 1223
1223 (MCCXXIII) fue un año común comenzado en domingo del calendario juliano.

## Acontecimientos
- Sancho II de Portugal se corona como rey de Portugal.
- 31 de mayo: los mongoles derrotan a los rusos y kiptchak en la batalla del río Kalka.
- 24 de diciembre: Francisco de Asís coloca en una ermita de Greccio, Italia, un pesebre (sin niño) junto a un buey y una mula, lo que se considera el inicio del belenismo.

## Fallecimientos
- 25 de marzo - Alfonso II de Portugal, rey.
- 14 de julio - Felipe II de Francia, rey.